# Натал (микрорегион)

Натал на карте.

Натал (порт. Microrregião de Natal) — микрорегион в Бразилии, входит в штат Риу-Гранди-ду-Норти. Составная часть мезорегиона Восток штата Риу-Гранди-ду-Норти. 
Население составляет 	1 030 764	 человека (на 2010 год). Площадь — 	430,310	 км². Плотность населения — 	2395,40	 чел./км².

## Демография
Согласно сведениям, собранным в ходе переписи 2010 г. Национальным институтом географии и статистики (IBGE), население микрорегиона составляет:						
| Полное население                             | Полное население                             | Полное население                             | Полное население                             | 1 030 764 |
| -------------------------------------------- | -------------------------------------------- | -------------------------------------------- | -------------------------------------------- | --------- |
| в том числе:                                 | Городское население                          | 1 021 964                                    | Процент городского населения, %              | 99,15     |
|                                              | Сельское население                           | 8800                                         | Процент сельского населения, %               | 0,85      |
|                                              | Мужское население                            | 487 137                                      | Процент мужского населения, %                | 47,26     |
|                                              | Женское население                            | 543 627                                      | Процент женского населения, %                | 52,74     |
| Плотность населения, чел/км²                 | Плотность населения, чел/км²                 | Плотность населения, чел/км²                 | Плотность населения, чел/км²                 | 2395,40   |
| Население микрорегиона в % к населению штата | Население микрорегиона в % к населению штата | Население микрорегиона в % к населению штата | Население микрорегиона в % к населению штата | 32,54     |

## Статистика
- Валовой внутренний продукт на 2003 год составляет 5 666 075 655,00 реалов (данные: Бразильский институт географии и статистики).
- Валовой внутренний продукт на душу населения на 2003 год составляет 6109,93 реалов (данные: Бразильский институт географии и статистики).
- Индекс развития человеческого потенциала на 2000 год составляет 0,781 (данные: Программа развития ООН).

## Состав микрорегиона
В составе микрорегиона включены следующие муниципалитеты:
1. Эстремос
2. Натал
3. Парнамирин